# Amphotis marginata

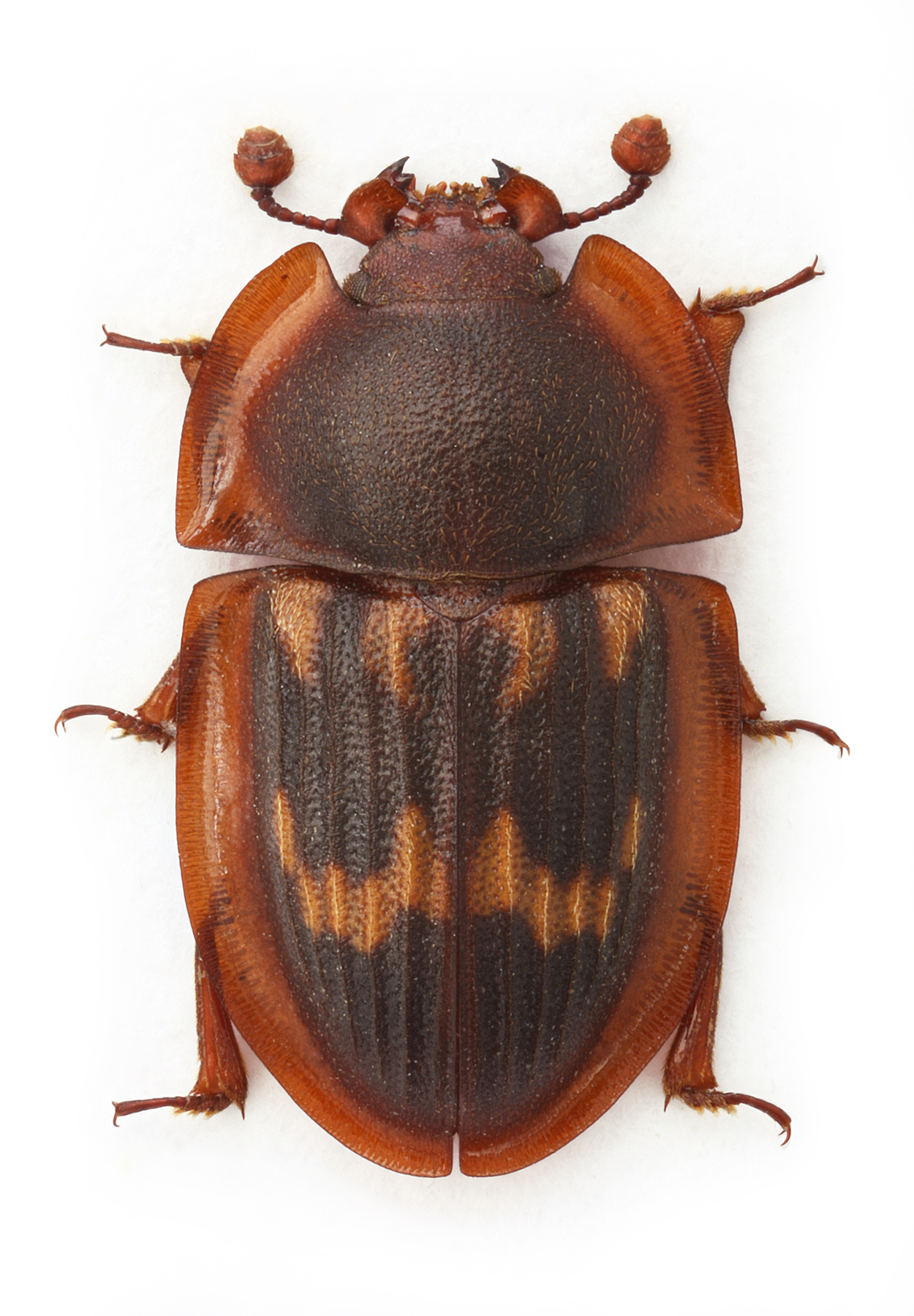
Präparat

Amphotis marginata ist ein Käfer aus der Familie der Glanzkäfer (Nitidulidae).

## Merkmale
Die rostrot gefärbten Käfer werden 3,8–5,8 mm lang. Sie sind leicht an ihrem stark erweiterten ersten Fühlerglied erkennbar. Halsschild und Flügeldecken besitzen einen breiten Seitenrand. Halsschildmitte und Flügeldecken sind braun bis braunschwarz gefärbt. Über die Flügeldecken verlaufen fünf Längsrippen.

## Verbreitung
Amphotis marginata ist der einzige Vertreter der Gattung Amphotis in Mitteleuropa. Die Art ist in Europa weit verbreitet. Bis auf den hohen Norden kommt die Art überall in Europa vor. In Mitteleuropa nimmt ihre Häufigkeit nach Süden hin zu.

## Lebensweise
Die myrmekophilen Käfer findet man häufig in Wäldern und an Waldrändern in der Nähe von Nestern der Glänzendschwarzen Holzameise (Lasius fuliginosus). Man beobachtet die Käfer gewöhnlich von Mitte Mai bis Mitte Juni. Während dieser Zeit findet die Paarung und die Migration nach neuen Standorten statt. Die Käfer sind Futterparasiten von Lasius fuliginosus. Sie passen die Arbeiterinnen auf deren Rückweg ab und „betteln“ nach Nahrung. Dabei ahmen sie deren Signale nach.